# Branchinecta lynchi
Branchinecta lynchi är en kräftdjursart som beskrevs av Eng, Belk och Bente Eriksen 1990. Branchinecta lynchi ingår i släktet Branchinecta och familjen Branchinectidae. IUCN kategoriserar arten globalt som sårbar. Inga underarter finns listade.

## Bildgalleri

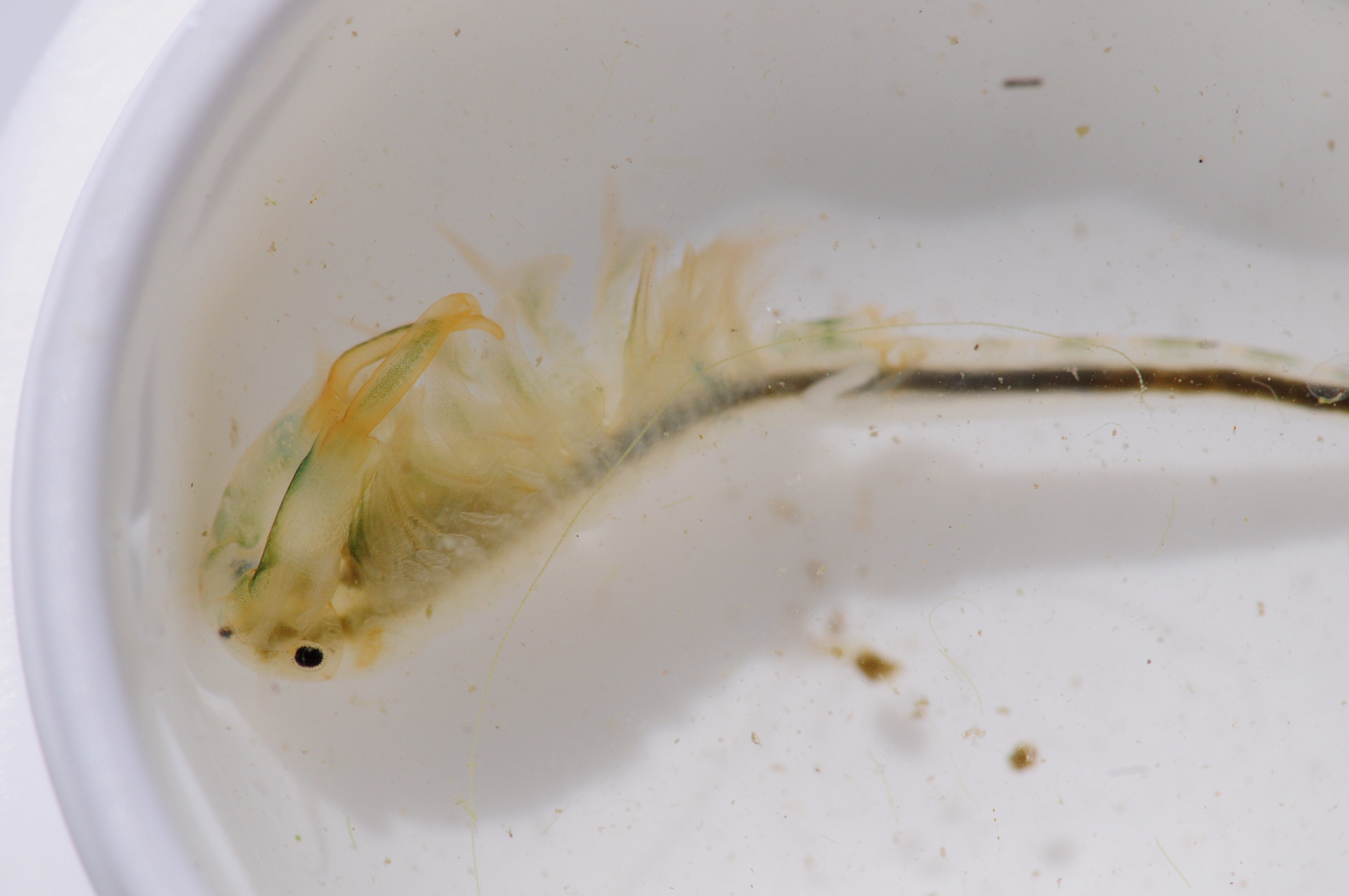
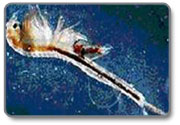